# Кедаяны

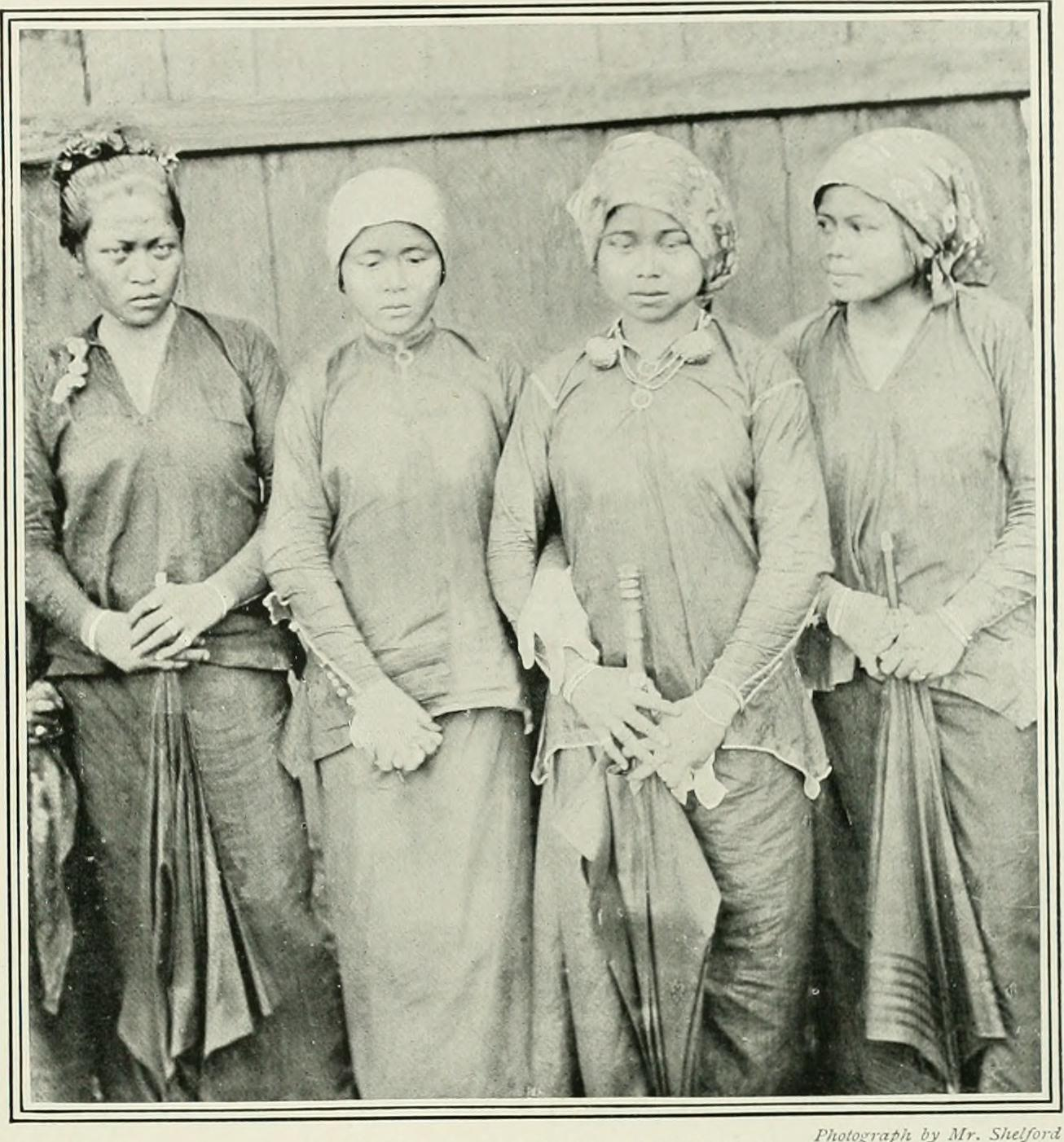
Женщины из этнической группы кедаянов, 1896

Кедая́ны (kedayan), также «кадаяны» — этническая группа, проживающая в Брунее, Лабуане, Сабахе и Сараваке на острове Борнео.

## Краткая характеристика
Относятся к подгруппе даяков-клемантанов. Исповедуют ислам. Говорят на кедаянском языке. Около 30 000 человек проживают в Брунее, 46 500 — в Сабахе и 37 000 — в Сараваке. В Сабахе в основном живут в городах Сипитанг, Бофорт, Куала Пенью и Папар, в Сараваке — в городах Лавас, Лимбанг, Мири.

## Происхождение
Происхождение кедаянов не совсем ясно. Наиболее распространенной версией является гипотеза о том, что они — потомки жителей Явы, переселившихся в 15-16 вв. на север Борнео и создавших новую этническую общность через браки с малайцами Брунея, которому в то время принадлежали обширные территории на севере Борнео.

## Кедаянский язык
Кедаянский язык считается диалектом брунейского малайского языка: до 94 % лексики в этих двух языках являются родственными. Основные различия в произношении состоят в том, что в кедаянском есть начальный /h/, а в брунейском малайском нет, поэтому кедаянскому слову hutan (лес) в брунейском малайском языке соответстствует utan. В кедаянском отсутствует также звук /r/, поэтому брунейскому малайскому слову rumah (дом) соответствует кедаянское umah.